# Google AI
Google AI là một bộ phận của tập đoàn Google, chuyên về lĩnh vực trí tuệ nhân tạo. Được công bố tại sự kiện Google I/O vào năm 2017 bởi CEO Sundar Pichai, Google AI đã và đang đóng vai trò quan trọng trong việc phát triển công nghệ trí tuệ nhân tạo.
Bộ phận này đã mở rộng hoạt động với các trung tâm nghiên cứu tại nhiều nơi trên thế giới như Zurich, Paris, Israel và Bắc Kinh. Việc này đánh dấu sự cam kết của Google trong việc đầu tư và phát triển trí tuệ nhân tạo trên phạm vi toàn cầu.
Năm 2023, Google AI đã trải qua một cuộc tái cơ cấu quan trọng, trong đó ông Jeff Dean đã được thăng chức lên vị trí Giám đốc Khoa học tại Google. Cuộc tái cơ cấu này bao gồm việc sáp nhập hai công ty quan trọng, Google Brain và DeepMind, một công ty có trụ sở tại Vương quốc Anh mà Google đã mua lại vào năm 2014. Việc này nhấn mạnh sự hướng dẫn và phát triển mạnh mẽ của Google trong lĩnh vực trí tuệ nhân tạo.

## Dự án
- Google Vids: Công cụ hỗ trợ tạo video bằng trí tuệ nhân tạo (AI) dành cho doanh nghiệp.
- Google Assistant: Ứng dụng trợ lý ảo do Google phát triển, sử dụng trí tuệ nhân tạo (AI) để tương tác và hỗ trợ người dùng thông qua giọng nói hoặc văn bản.
- TPU (Tensor Processing Unit) : Google cung cấp dịch vụ TPU (Đơn vị Xử lý Tensor) trên nền tảng đám mây, hỗ trợ các nhà phát triển trong việc xây dựng và triển khai các ứng dụng học máy. Đám mây nghiên cứu TPU cho phép các nhà nghiên cứu truy cập miễn phí vào cụm TPU để thực hiện các dự án học máy mã nguồn mở.[4][5][6]
- TensorFlow:[7] Nền tảng phần mềm miễn phí của Google, hỗ trợ các nhà nghiên cứu và phát triển ứng dụng trí tuệ nhân tạo (AI) thông qua các tính năng như xây dựng mô hình học máy, tối ưu hóa hiệu suất và triển khai trên nhiều thiết bị.
- Magenta: Dự án nghiên cứu của Google tập trung vào ứng dụng học máy (machine learning) trong lĩnh vực sáng tạo nghệ thuật.[8] Dự án cung cấp các công cụ mã nguồn mở giúp nghệ sĩ và nhạc sĩ khám phá tiềm năng của trí tuệ nhân tạo (AI) trong quá trình sáng tác.[9][10]
- Sycamore: một bộ xử lý lượng tử 54-qubit do Google phát triển, có khả năng thực hiện các tính toán vượt trội so với máy tính cổ điển trong một số tác vụ cụ thể.[11]
- LaMDA: Mô hình ngôn ngữ do Google phát triển, sử dụng mạng thần kinh nhân tạo để tạo ra các đoạn hội thoại tự nhiên và trôi chảy.[12]

### Trước đây
- Bard: Chatbot ứng dụng mô hình ngôn ngữ Gemini, ban đầu được Google AI phát triển. Kể từ ngày 8 tháng 2 năm 2024, dự án này được chuyển giao cho Google DeepMind và tiếp tục phát triển dưới tên Gemini.[13]
- Duet AI: Công cụ hỗ trợ người dùng Google Workspace tạo nội dung văn bản và hình ảnh bằng AI. Trước đây do Google AI phát triển, tính năng này hiện thuộc quản lý của Google DeepMind và được tích hợp vào bộ sản phẩm Gemini từ ngày 8 tháng 2 năm 2024.[14]